# Iang Mdiye Corona
Iang Mdiye Corona est une corona, formation géologique en forme de couronne, située sur la planète Vénus par -47° S et 86° E. Elle est localisée dans le quadrangle d'Aino Planitia. Elle a été nommée en référence à Iang Mdiye, déesse du riz pour les Ede ou Rhade (Vietnam). 

## Géographie et géologie
Iang Mdiye Corona couvre une surface circulaire d'environ 300 km de diamètre. 